# Arrondissement Strasbourg-Ville
Arrondissement Strasbourg-Ville (fr. Arrondissement de Strasbourg-Ville) byla správní územní jednotka ležící v departementu Haut-Rhin a regionu Alsasko ve Francii. Členil se dále na 10 kantonů a jedinou obec (Štrasburk).

## Kantony
- Štrasburk- 1
- Štrasburk-2
- Štrasburk-3
- Štrasburk-4
- Štrasburk-5
- Štrasburk-6
- Štrasburk-7
- Štrasburk-8
- Štrasburk-9
- Štrasburk-10